# فهرست میراث جهانی در سوریه
میراث جهانی در سوریه شامل ۶ اثر فرهنگی در خطر از مکان‌های تاریخی، فرهنگی و طبیعی در سوریه است. سوریه ۱۳ اوت ۱۹۷۵ م به این کنوانسیون پیوست و تا سال ۲۰۲۰ م افزون بر ۶ سایت ثبت‌شده، ۱۲ سایت نیز از این کشور در فهرست آزمایشی قرار گرفته‌است.
همان‌طور که در پیمان‌نامه میراث جهانی یونسکو — که در سال ۱۹۷۲ م تأسیس شده — شرح داده شده‌است، سایت‌های میراث جهانی سازمان آموزشی، علمی و فرهنگی ملل متحد، یونسکو مکان‌هایی هستند که اهمیت فرهنگی یا طبیعی دارند. طبق کنوانسیون یونسکو هر اثری پس از ثبت توسط این کمیته، باید از سوی کشور نگهدارندهٔ اثر، مورد توجه ویژه قرار گیرد و انجام هرگونه دخل و تصرف یا اقدامی که باعث به خطر افتادن آن شود، ممنوع است.
شهر باستانی دمشق نخستین اثر ثبت‌شده در این کشور است. در جریان جنگ داخلی سوریه در شهر تاریخی حلب، منارهٔ مسجد جامع این شهر منفجر شد. سازمان یونسکو با نام بردن از این مسجد به‌عنوان یکی از زیباترین مساجد جهان اسلام، از طرف‌های درگیر خواست تا از این مکان تاریخی مراقبت کنند. با تشدید درگیری‌ها در حلب، مغازه‌های چوبی منطقهٔ بازار حلب نیز در آتش سوخت و حدود ۷۰۰ مغازه به‌طور کامل تخریب شد.
در سال ۲۰۱۶ م، کشورهای عضو یونسکو به اتفاق آرا پیشنهاد بازسازی شهر باستانی پالمیرا و سایر مراکز تاریخی ثبت‌شده سوریه را تصویب کرده و به این سازمان اجازه دادند از برنامهٔ بازسازی این اماکن حمایت به‌عمل آورد. به همین منظور یونسکو صندوق ویژه‌ای برای بازسازی آثار تاریخی سوریه در نظر گرفت.
سازمان یونسکو با ابراز نگرانی از شرایط آثار تاریخی سوریه، نگران سرقت آثار تاریخی از موزه‌ها و محوطه‌های تاریخی سوریه نیز است. کارشناسان وضعیت حصن‌الاکراد با قدمتی ۹۰۰ ساله برجای‌مانده از جنگ‌های صلیبی را نیز بحرانی اعلام کردند.

## میراث جهانی
یونسکو سایت‌ها را با ده معیار فهرست می‌کند. هر ورودی باید حداقل یکی از معیارها را داشته باشد.
| # | نگاره                   | نام                               | موقعیت                   | سال  | ش ثبتمعیارها                | شرح | م      |
| ۱ |                         | شهر باستانی دمشق                  | استان دمشق               | ۱۹۷۹ | ۲۰ (i) (ii) (iii) (iv) (vi) | شهر باستانی دمشق، به‌عنوان یکی از قدیمی‌ترین شهرهایی که انسان‌ها به‌طور مداوم در آن سکونت می‌کنند، تأسیس شده‌است. به‌عنوان پایتخت امویان، تأثیر چشمگیری در جهان عرب داشته و مسجد اعظم از بزرگترین مساجد جهان و قدیمی‌ترین اماکن برگزاری نماز به‌طور پیوسته از بدو ظهور اسلام تاکنون بوده‌است. | [ ۷ ]  |
| ۲ | شهر باستانی بوسرا، ۲۰۰۵ | شهر باستانی بصری                  | استان درعا               | ۱۹۸۰ | ۲۲ (i) (iii) (vi)           | بصری، شهری باستانی در فاصله ۱۸۰ کیلومتری دمشق و در نزدیکی مرز بین سوریه و اردن و تا حدودی اسرائیل قرار دارد. این شهر در گذشته مرکز عربیه امپراتوری روم و مهم‌ترین توقف‌گاه سر راه کاروان‌های عازم مکه بوده‌است. تئاتر رومی که متعلق به سده ۲ میلادی است، از مکان‌های دیدنی شهر باستانی بصری است. همچنین در این شهر باستانی، ویرانه‌های متعلق به اوایل ظهور مسیحیت یافت شده‌است.                                      | [ ۸ ]  |
| ۳ |                         | پالمیرا                           | استان حمص                | ۱۹۸۰ | ۲۳ (i) (ii) (IV)            | پالمیرا، در قرن اول میلادی تحت سلطنت روم قرار گرفت و به یکی از مهم‌ترین مراکز فرهنگی جهان باستان تبدیل شد. ویرانه‌های وسیع آن شامل بقایای کلوناد بزرگ، معبد بل، اردوگاه دیوکلتیان و تئاتر رومی است. پالمیرا به «مروارید صحرا» معروف است و در تمدن باستان یکی از مهم‌ترین مراکز فرهنگی جهان بوده‌است. | [ ۹ ]  |
| ۴ |                         | شهر باستانی حلب                   | استان حلب                | ۱۹۸۶ | ۲۱ (iii) (IV)               | شهر باستانی حلب، واقع در چهارراه چندین مسیر تجاری، به‌طور پی‌درپی حکومت‌های مختلفی را تجربه کرد و رومی‌ها، ایوبی‌ها، مملوک‌ها و عثمانی‌ها، هر کدام تأثیر چشمگیری در بافت معماری آن به‌جا گذاشتند و در نتیجه منظرهٔ متنوعی از شهر به وجود آمد. سازه‌های اصلی شامل ارگ، مسجد بزرگ و مدرسا حلاویه است. | [ ۱۰ ] |
| ۵ |                         | حصن‌الاکراد و قلعه صلاح‌الدین ایوبی | استان حمص و استان لاذقیه | ۲۰۰۶ | ۱۲۲۹ (IV)                   | حصن‌الاکراد و قلعهٔ صلاح‌الدین ایوبی به‌عنوان دو نمونهٔ برجستهٔ قلعه در دورهٔ جنگ صلیبی در نظر گرفته می‌شوند که نشانگر تحولات استحکامات و تبادل تأثیرات در فناوری دفاعی است. ساختمان اولیهٔ حصن‌الاکراد در ۱۰۳۱ م برای امیر حلب ساخته شده بود و بر روی کوه جلیل، متصل به کوه‌های لبنان، در شمال‌غربی حمص، میان این شهر و بعلبک و مشرف بر حماه قرار دارد. قلعهٔ صلاح‌الدین ایوبی در ۳۰ کیلومتری شرق بندر لاذقیه واقع شده‌است. | [ ۱۱ ] |
| ۶ |                         | دهکده‌های باستانی شمال سوریه       | گوناگون                  | ۲۰۱۱ | ۱۳۴۸ (iii) (IV) (v)         | شهر فراموش‌شده، شامل حدود ۴۰ روستا است که قدمت آنها به سده‌های اول تا هفتم میلادی برمی‌گردد و در سده‌های ۸ تا ۱۰ میلادی رها شده‌است. آنها تصویری از زندگی روستایی در دوران باستان و اواخر دوره بیزانس ارائه می‌دهند. | [ ۱۲ ] |

## فهرست آزمایشی
علاوه بر سایت‌های موجود در فهرست میراث جهانی، کشورهای عضو می‌توانند فهرستی از سایت‌های آزمایشی را که ممکن است برای نامزدی در نظر بگیرند، در این فهرست قرار دهند. نامزدها در فهرست میراث جهانی تنها در صورتی پذیرفته می‌شوند که سایت قبلاً در فهرست آزمایشی قرار داشته باشد.
| #  | نگاره                                                      | نام                | موقعیت | سال  | ش ثبتمعیارها   | شرح | م      |
| ۱  |                                                            | چرخ‌های آبی حمات    | استان حماه در ۲۲۶ کیلومتری شمال دمشق بر روی رودخانه عاصی                                                                          | ۱۹۹۹ | ۱۲۹۱ (i)(iv)   | شامل ۱۷ عدد ناوره در امتداد رودخانه عاصی در شهر حمات سوریه است که در قدیم برای تأمین آب مزارع، خانه‌ها، باغ و شهر از رودخانه مورد استفاده قرار می‌گرفته‌است. قطر بزرگ‌ترین آنها به ۲۲ متر می‌رسد که توانایی انتقال ۹۵ لیتر آب در هر دقیقه را دارد. آنها «باشکوه‌ترین ناوره‌های ساخته‌شده» نامیده می‌شدند. | [ ۱۴ ] |
| ۲  |                                                            | اوگاریت            | استان لاذقیهده کیلومتری شمال لاذقیه                                                                                               | ۱۹۹۹ | ۱۲۹۲ (iii)(vi) | در یک کیلومتری کرانه مدیترانه واقع شده بود و شهری بود که با دنیای خارج در پیوند بود. شهر اوگاریت که مهد الفبا بوده یک جامعهٔ «باسواد» به‌شمار می‌آمد. ایو کالوه باستان‌شناس فرانسوی که به همراه بسام جموس باستان‌شناس سوری مشترکاً مدیریت هیئت باستان‌شناسی اوگاریت را به عهده دارند، می‌گوید: «در کاوشگاه اوگاریت فرهنگ‌نامه‌هایی ترجمه‌شده به زبان اوگاریتی و نوشته‌هایی در مورد سومر کهن کشف شده‌اند که توسط دبیران آن دوره نگهداری شده بودند».                                          | [ ۱۵ ] |
| ۳  |                                                            | ابلا               | استان حلبحدود ۵۱ کیلومتری جنوب حلب نرسیده به سراقب                                                                                | ۱۹۹۹ | ۱۲۹۳ (iii)(vi) | شهری باستانی در ۵۵ کیلومتری حلب است و در هزاره سوم پیش از میلاد و سال‌های بین ۱۸۰۰ تا ۱۶۵۰ پیش از میلاد مهم‌ترین شهر استان بود. ابلا به لوح‌های رُسی به زبان ابلایی که در حفاری‌های آن پیدا شده‌است و لوح‌های ابلا نامیده می‌شوند شهرت دارد. | [ ۱۶ ] |
| ۴  |                                                            | ماری               | استان دیر الزور حدود ۱۰ کیلومتری شمال غربی شهر البوکمال در ساحل راست فرات در نزدیکی مرز سوریه و عراق                              | ۱۹۹۹ | ۱۲۹۴ (iii)(vi) | شهر باستانی سومریان و عموری‌ها بود. در ۱۱ کیلومتری شمال شهرک امروزین البوکمال و در کرانه باختری رود فرات جای گرفته‌است. این شهر از پنج هزار سال پیش از میلاد مسکونی بوده‌است. کاخ‌های فراوانی در آن ساخته شد تا این که حمورابی در سال ۱۷۵۹ پیش از میلاد آن را ویران کرد. آخرین شاه آن، زیمری لیم بود. | [ ۱۷ ] |
| ۵  | دورا اروپوس، شهر مرزی میان شاهنشاهی اشکانی و امپراتوری روم | دورا اروپوس        | استان دیر الزوردر درهٔ فرات میانه بین دیرالزور و ابو کمال                                                                          | ۱۹۹۹ | ۱۲۹۵ (ii)(iv)  | یک شهر مرزی میان شاهنشاهی اشکانی و امپراتوری روم بود. محل کنونی آن دهکده صالحیه در سوریه در نزدیکی مرز با عراق است. در دورا اروپوس دیوارنوشته‌های متعددی به زبان پارسی میانه وجود دارد. این دیوارنوشته‌ها مربوط به سدهٔ سوم میلادی و در پیوند با فرستادگان ویژهٔ شاپور یکم ساسانی است که از کنیسه دورا اروپوس بازدید کردند. کیش تمام مردم سوریهٔ باستان کیش و مذهب زرتشتی بوده‌است.                                                                                                  | [ ۱۸ ] |
| ۶  | افامیا، شهر باستانی در سوریه                               | افامیا             | استان حماهدر نزدیکی رودخانهٔ اورونتس در حدود ۶۰ کیلومتری شمال حماه، منطقه سقیلبیه                                                  | ۱۹۹۹ | ۱۲۹۷ (iv)      | در ساحل راست رود اورونتس قرار دارد. این شهر پایتخت آپامنه در زمان مقدونی‌ها بود. این مکان حدود ۵۵ کیلومتری شمال غربی حماه، مشرف به درهٔ غاب واقع شده‌است. ستون بزرگ در افامیا، خیابان اصلی ستون‌دار شهر بود. این خیابان که تقریباً ۲ کیلومتر ادامه دارد، محور شمال به جنوب شهر یا همان کاردو ماکسیموس را تشکیل می‌دهد. ستون یادبود، طولانی‌ترین و مشهورترین ستون در جهان روم است. | [ ۱۹ ] |
| ۷  |                                                            | قصر الحیر شرقی     | استان حمصدر ۱۷۰ کیلومتری شمال دمشق                                                                                                | ۱۹۹۹ | ۱۲۹۸ (iv)      | قصری در میان صحرای سوریه است که به‌وسیلهٔ خلیفه امویان در سال ۷۲۸ تا ۷۲۹ م ساخته شده‌بود و به‌عنوان پایگاه مرکزی و شکارگاه استفاده می‌شد. قصر شامل یک حیاط باز وسیع است که به‌وسیلهٔ خاکریز ضخیم و برج‌هایی که راهروها و نیز هر گوشه کناری را حفظ می‌نمودند احاطه شده بود. طی جنگ داخلی سوریه که قصر الحیر شرقی توسط گروه‌های نظامی در سال ۲۰۱۳ م و سپس به‌وسیلهٔ داعش اشغال شده بود، به‌واسطهٔ غارت و چپاول و وحشی‌گری خسارت دیده بود و توسط گردشگران مورد دستبرد واقع شد.                   | [ ۲۰ ] |
| ۸  |                                                            | معلولا             | استان ریف دمشقحدود ۵۰ کیلومتری شمال شرقی دمشق در کوه‌های قلمون                                                                     | ۱۹۹۹ | ۱۲۹۹ (v)(vi)   | شهرت این شهر به‌دلیل وجود بناهای مذهبی مسیحی و دیگر ابنیه کهن است که سابقهٔ آن به قرن دهم پیش از میلاد بازمی‌گردد به‌طوری که ساکنان این شهر هنوز هم از زبان آرامی (سریانی) در کنار عربی در مکالمات روزمرهٔ خود استفاده می‌کنند. معمولاً یکی از مهم‌ترین شهرهای مسیحی‌نشین در سوریه محسوب می‌شود که دارای کلیساها و صومعه‌های تاریخی است و از زیارت‌گاه‌های مهم مسیحیان به‌شمار می‌رود. | [ ۲۱ ] |
| ۹  |                                                            | طرطوس              | استان طرطوسدر ساحل مدیترانه، ۲۲۰ کیلومتری شمال شرقی دمشق                                                                          | ۱۹۹۹ | ۱۳۰۱ (ii)(iv)  | شهری بندری و از کهن‌شهرهایی است که به‌دستور کنستانتین یکم در سال ۳۴۶ م بازسازی شد و در دورهٔ رومیان و بیزانسی‌ها شکوفا گشت. طرطوس پس از لاذقیه دومین بندر بزرگ در کرانه‌های سوریه است. تاریخ طرطوس به سدهٔ دوم پیش از میلاد می‌رسد. در آن زمان یک مهاجرنشین فنیقی به نام آرادوس در این مکان بنیاد شد. بعدها نام آن به آنتی‌آرادوس تغییر یافت که در لاتین به معنی «روبه‌روی آرادوس» است.                                                                                                 | [ ۲۲ ] |
| ۱۰ |                                                            | رقه                | استان رقهدر ساحل سمت چپ فرات میانی در محل اتصال با شاخه آن، بالیخ (۱۹۳ کیلومتری جنوب شرقی آکیو و ۱۳۴ کیلومتری شمال شرقی دیرالزور) | ۱۹۹۹ | ۱۳۰۲ (ii)      | رقه در سال ۲۴۴ پیش از میلاد و در دوران امپراتوری سلوکی ساخته شد. سپس توسط امپراتوری بیزانس فتح شد و در دوران شاهنشاهی ساسانی نابود شد تا اینکه در سده ششم میلادی توسط ژوستینین یکم امپراتور روم شرقی دوباره ساخته شد. رقه در این دوران مرکز مسیحیان سوریه و از سال ۷۹۶ تا ۸۰۹ م در دوران هارون الرشید مرکز خلافت عباسی بود. در جریان جنگ داخلی سوریه، این شهر در سال ۲۰۱۳ م توسط مخالفان سوریه و سپس توسط داعش تصرف شد.                                                        | [ ۲۳ ] |
| ۱۱ |                                                            | ارواد              | استان طرطوس۳ کیلومتری شهر طرطوس در دریای مدیترانه.                                                                                | ۱۹۹۹ | ۱۳۰۳ (ii)(v)   | مرکز اداری منطقهٔ فرعی ارواد است. این جزیره تنها جزیرهٔ مسکونی در سوریه است و در ۳ کیلومتری طرطوس، دومین بندر بزرگ سوریه واقع شده‌است. برنامه‌هایی در ماه مهٔ ۲۰۱۶ م برای بازسازی این جزیره جهت تبدیل شدن به یک جاذبهٔ گردشگری رونمایی شد. این جزیره در اوایل هزارهٔ دوم قبل از میلاد توسط فنیقی‌ها آباد شد. این شهر همانند بیشتر شهرهای فنیقی در این ساحل در اوایل به یک شهر تجاری تبدیل شد و ناوگان دریایی قدرتمندی داشت و از کشتی‌های آن در بناهای تاریخی مصر و آشور نام برده می‌شود. | [ ۲۴ ] |
| ۱۲ |                                                            | ماری و دورا اروپوس | استان دیر الزور | ۲۰۱۱ | ۵۷۰۲ (ii)(iii) | به‌طور مشترک | [ ۲۵ ] |